# The Triangles
The Triangles es una banda de género indie fundada en Melbourne el año 2003. Después de autoeditarse durante un par de años lanzaron el disco Magic Johnson el año 2005 con la discográfica Half A Cow. En el año 2007 sacaron su segundo y último disco Seventy-Five Year Plan. La banda se separó por motivos geográficos y se volvió a juntar a principios de 2010 para colaborar en el anuncio veraniego de Estrella Damm que utilizaba su sencillo Applejack (del disco Magic Johnson) como banda sonora.

## Discografía
- Magic Johnson (2005)
- Seventy-Five Year Plan (2007)